# Issa Bagayogo

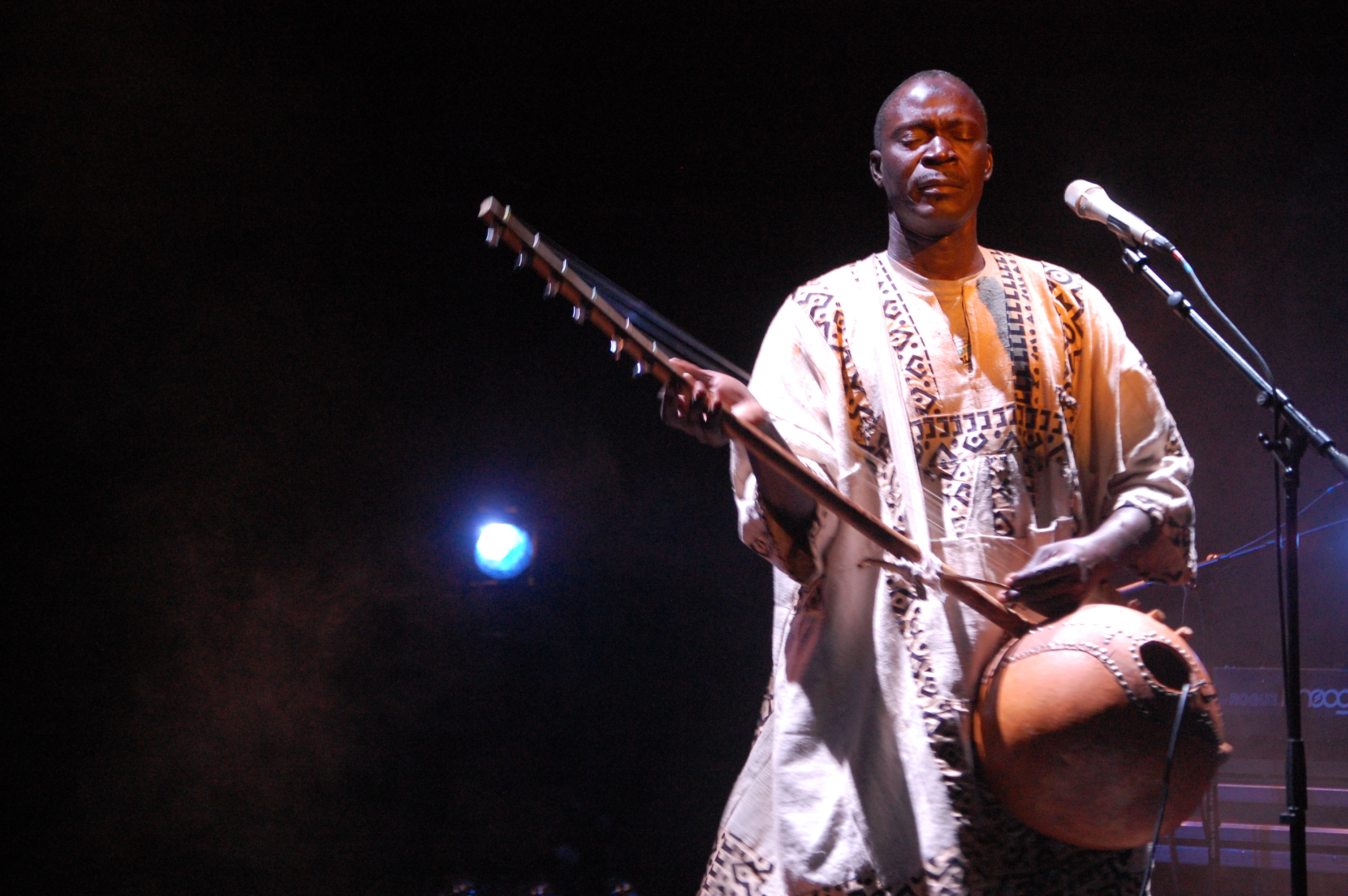
Issa Bagayogo w 2010

Issa Bagayogo (ur. 1961 Korin, k/ Bougouni, zm. 9 października 2016 tamże) – muzyk malijski grający na ngoni, łączący tradycyjną muzykę malijską ze stylami pop, rock, techno i funk .
Czasami porównuje się go do takich muzyków malijskich, jak Ali Farka Touré i Toumani Diabaté.
W 1991 roku wydał swoją pierwszą kasetę nagraną przez wydawnictwo Mali K7, w 1993 roku nagrał drugą kasetę. Obie odniosły niewielki sukces. Następnie został kierowcą minibusów w stolicy malijskiej Bamako.
W 2000 roku wziął udział w Festiwalu Africolor w Seine-Saint-Denis (Francja) i od tego momentu stał się szerzej znany. Podpisał wtedy kontrakt między Mali K7 a amerykańską wytwórnią Six Degres Record, która wydała jego kolejne płyty. W utworach poruszał takie kwestie, jak tolerancja rasowa, duma z pochodzenia oraz nadużywanie narkotyków przez młodzież.
Koncertował w Europie, Kanadzie i Stanach Zjednoczonych. Był też zapraszany na trasy koncertowe we Francji.

## Dyskografia
- Sya (1999) Six Degrees Records[3]
- Timbuktu (2002) Six Degrees Records
- Tassoumakan (2004) Six Degrees Records
- Mali Koura (2008) Six Degrees Records